# پاتریک چمپ
پاتریک چمپ (انگلیسی: Patrick Champ؛ زادهٔ ۲۹ ژوئن ۱۹۵۴) بازیکن فوتبال اهل فرانسه است.
از باشگاه‌هایی که در آن بازی کرده‌است می‌توان به باشگاه فوتبال نیم المپیک اشاره کرد.